# جورج كول (مغني)
جورج كول (بالإنجليزية: George Cole)‏ هو مغني أمريكي، ولد في 10 أكتوبر 1960 في سان فرانسيسكو في الولايات المتحدة.

## وصلات خارجية
- الموقع الرسمي
- جورج كول على موقع ميوزك برينز (الإنجليزية)